# Seleção Azeri de Voleibol Masculino
A seleção azeri de voleibol masculino é uma equipe europeia composta pelos melhores jogadores de voleibol do Azerbaijão. A equipe é mantida pela Federação Azeri de Voleibol (Azerbaycan Voleybol Federasiyasi). Encontra-se na 92ª posição do ranking mundial da FIVB, segundo dados de 4 de janeiro de 2012.